# Eurocoelotes jurinitschi
Eurocoelotes jurinitschi là một loài nhện trong họ Amaurobiidae.
Loài này thuộc chi Eurocoelotes. Eurocoelotes jurinitschi được miêu tả năm 1915 bởi Drensky.